# Le Monteil (Haute-Loire)
Le Monteil is een gemeente in het Franse departement Haute-Loire (regio Auvergne-Rhône-Alpes) en telt 538 inwoners (1999). De plaats maakt deel uit van het arrondissement Le Puy-en-Velay.

## Geografie
De oppervlakte van Le Monteil bedraagt 2,2 km², de bevolkingsdichtheid is 244,5 inwoners per km².
De onderstaande kaart toont de ligging van Le Monteil (Haute-Loire) met de belangrijkste infrastructuur en aangrenzende gemeenten.

## Demografie
Onderstaande figuur toont het verloop van het inwonertal (bron: INSEE-tellingen).

1. ↑  Populations de référence 2022.